# Ski alpin aux Jeux olympiques de 2018 – Super-G hommes
Navigation
Sotchi 2014 Pékin 2022
Le super G masculin des Jeux olympiques d'hiver de 2018 a lieu le 16 février 2018 à 11 h 00 au Centre alpin de Jeongseon.

## Médaillés
| Or                        | Argent             | Bronze                   |
| Matthias Mayer (Autriche) | Beat Feuz (Suisse) | Kjetil Jansrud (Norvège) |

## Résultats
| Rang                                | Dossard | Athlète                      | Nationalité        | Résultat      | Différence |
| ----------------------------------- | ------- | ---------------------------- | ------------------ | ------------- | ---------- |
| Médaille d'or, Jeux olympiques      | 15      | Matthias Mayer               | Autriche           | 1 min 24 s 44 | —          |
| Médaille d'argent, Jeux olympiques  | 16      | Beat Feuz                    | Suisse             | 1 min 24 s 57 | + 0 s 13   |
| Médaille de bronze, Jeux olympiques | 7       | Kjetil Jansrud               | Norvège            | 1 min 24 s 62 | + 0 s 18   |
| 4                                   | 10      | Blaise Giezendanner          | France             | 1 min 24 s 82 | + 0 s 38   |
| 5                                   | 9       | Aksel Lund Svindal           | Norvège            | 1 min 24 s 93 | + 0 s 49   |
| 6                                   | 3       | Vincent Kriechmayr           | Autriche           | 1 min 25 s 13 | + 0 s 69   |
| 7                                   | 17      | Dominik Paris                | Italie             | 1 min 25 s 18 | + 0 s 74   |
| 8                                   | 12      | Andreas Sander               | Allemagne          | 1 min 25 s 21 | + 0 s 77   |
| 9                                   | 4       | Dustin Cook                  | Canada             | 1 min 25 s 23 | + 0 s 79   |
| 10                                  | 6       | Boštjan Kline                | Slovénie           | 1 min 25 s 36 | + 0 s 92   |
| 11                                  | 5       | Hannes Reichelt              | Autriche           | 1 min 25 s 40 | + 0 s 96   |
| 12                                  | 20      | Thomas Dreßen                | Allemagne          | 1 min 25 s 51 | + 1 s 07   |
| 13                                  | 11      | Aleksander Aamodt Kilde      | Norvège            | 1 min 25 s 71 | + 1 s 07   |
| 14                                  | 21      | Ryan Cochran-Siegle          | États-Unis         | 1 min 25 s 72 | + 1 s 28   |
| 15                                  | 14      | Adrien Théaux                | France             | 1 min 25 s 76 | + 1 s 32   |
| 16                                  | 18      | Christof Innerhofer          | Italie             | 1 min 25 s 90 | + 1 s 46   |
| 17                                  | 13      | Max Franz                    | Autriche           | 1 min 25 s 96 | + 1 s 52   |
| 18                                  | 25      | Maxence Muzaton              | France             | 1 min 26 s 08 | + 1 s 64   |
| 19                                  | 29      | Brice Roger                  | France             | 1 min 26 s 10 | + 1 s 66   |
| 20                                  | 32      | Matteo Marsaglia             | Italie             | 1 min 26 s 11 | + 1 s 67   |
| 21                                  | 28      | Gilles Roulin                | Suisse             | 1 min 26 s 20 | + 1 s 76   |
| 22                                  | 26      | Manuel Osborne-Paradis       | Canada             | 1 min 26 s 39 | + 1 s 95   |
| 23                                  | 33      | Broderick Thompson           | Canada             | 1 min 26 s 45 | + 2 s 01   |
| 24                                  | 31      | Jared Goldberg               | États-Unis         | 1 min 26 s 49 | + 2 s 05   |
| 25                                  | 22      | Klemen Kosi                  | Slovénie           | 1 min 26 s 50 | + 2 s 06   |
| 26                                  | 8       | Thomas Tumler                | Suisse             | 1 min 26 s 52 | + 2 s 08   |
| 27                                  | 19      | Josef Ferstl                 | Allemagne          | 1 min 26 s 81 | + 2 s 37   |
| 28                                  | 23      | Joan Verdu Sanchez           | Andorre            | 1 min 26 s 86 | + 2 s 42   |
| 29                                  | 35      | Natko Zrnčić-Dim             | Croatie            | 1 min 27 s 05 | + 2 s 61   |
| 30                                  | 37      | Henrik von Appen             | Chili              | 1 min 27 s 57 | + 3 s 13   |
| 31                                  | 42      | Andreas Romar                | Finlande           | 1 min 27 s 70 | + 3 s 26   |
| 32                                  | 41      | Christoffer Faarup           | Danemark           | 1 min 27 s 81 | + 3 s 37   |
| 33                                  | 45      | Marc Oliveras                | Andorre            | 1 min 27 s 84 | + 3 s 40   |
| 34                                  | 54      | Filip Forejtek               | République tchèque | 1 min 28 s 06 | + 3 s 62   |
| 35                                  | 46      | Ondřej Berndt                | République tchèque | 1 min 28 s 30 | + 3 s 86   |
| 36                                  | 50      | Marco Pfiffner               | Liechtenstein      | 1 min 28 s 57 | + 4 s 13   |
| 37                                  | 39      | Willis Feasey                | Nouvelle-Zélande   | 1 min 28 s 59 | + 4 s 15   |
| 38                                  | 49      | Olivier Jenot                | Monaco             | 1 min 28 s 80 | + 4 s 36   |
| 39                                  | 51      | Andreas Žampa                | Slovaquie          | 1 min 28 s 89 | + 4 s 45   |
| 40                                  | 47      | Jan Zabystřan                | République tchèque | 1 min 29 s 68 | + 5 s 24   |
| 41                                  | 53      | Igor Zakurdayev              | Kazakhstan         | 1 min 29 s 96 | + 5 s 52   |
| 42                                  | 58      | Yuri Danilochkin             | Biélorussie        | 1 min 30 s 13 | + 5 s 69   |
| 43                                  | 38      | Adam Barwood                 | Nouvelle-Zélande   | 1 min 31 s 10 | + 6 s 66   |
| 44                                  | 60      | Kim Dong-woo                 | Corée du Sud       | 1 min 31 s 64 | + 7 s 20   |
| 45                                  | 61      | Simon Breitfuss Kammerlander | Bolivie            | 1 min 31 s 69 | + 7 s 25   |
| 46                                  | 52      | Marko Stevović               | Serbie             | 1 min 31 s 70 | + 7 s 26   |
| 47                                  | 62      | Albin Tahiri                 | Kosovo             | 1 min 32 s 74 | + 8 s 30   |
| 48                                  | 57      | Patrick McMillan             | Irlande            | 1 min 33 s 54 | + 9 s 10   |
| 49                                  | 1       | Peter Fill                   | Italie             |               | DNF        |
| 50                                  | 2       | Mauro Caviezel               | Suisse             |               | DNF        |
| 51                                  | 24      | Ted Ligety                   | États-Unis         |               | DNF        |
| 52                                  | 27      | Andrew Weibrecht             | États-Unis         |               | DNF        |
| 53                                  | 30      | Martin Čater                 | Slovénie           |               | DNF        |
| 54                                  | 34      | Marko Vukićević              | Serbie             |               | DNF        |
| 55                                  | 36      | Miha Hrobat                  | Slovénie           |               | DNF        |
| 56                                  | 40      | James Crawford               | Canada             |               | DNF        |
| 57                                  | 43      | Filip Zubčić                 | Croatie            |               | DNF        |
| 58                                  | 44      | Michał Kłusak                | Pologne            |               | DNF        |
| 59                                  | 48      | Jan Hudec                    | République tchèque |               | DNF        |
| 60                                  | 56      | Ivan Kovbasnyuk              | Ukraine            |               | DNF        |
| 61                                  | 59      | Márton Kékesi                | Hongrie            |               | DNF        |
| 62                                  | 55      | Michel Macedo                | Brésil             |               | DNS        |